# 5e cérémonie des Chicago Film Critics Association Awards
La 5e cérémonie des Chicago Film Critics Association Awards, décernés par la Chicago Film Critics Association a récompensé les films réalisés dans l'année 1992.

## Palmarès

### Meilleur film
- Malcolm X

### Meilleur réalisateur
- Spike Lee pour Malcolm X

### Meilleur acteur
- Denzel Washington pour Malcolm X

### Meilleure actrice
- Emma Thompson pour le rôle de Margaret Schlegel dans Retour à Howards End (Howards End)
  - Rebecca De Mornay pour le rôle de Mme Mott dans La Main sur le berceau (The Hand That Rocks the Cradle)

### Meilleur acteur dans un second rôle
- Al Freeman Jr. pour le rôle de Elijah Muhammad dans Malcolm X

### Meilleure actrice dans un second rôle
- Judy Davis pour le rôle de Sally dans Maris et Femmes (Husbands and Wives)

### Acteur le plus prometteur
- Chris O'Donnell pour le rôle de Charles « Charlie » Simms dans Le Temps d'un week-end (Scent of Woman)

### Actrice la plus prometteuse
- Marisa Tomei pour le rôle de Mabel Normand dans Chaplin
- Marisa Tomei pour le rôle de Mona Lisa Vito dans Mon cousin Vinny (My Cousin Vinny)
  - Angela Bassett pour le rôle du Dr Betty Shabazz dans Malcolm X

### Meilleur scénariste
- The Player – Michael Tolkin
  - Malcolm X – Arnold Perl et Spike Lee

### Meilleure photographie
- Dracula (Bram Stoker's Dracula)  – Michael Ballhaus

### Meilleur film en langue étrangère
- The Crying Game •  Royaume-Uni

### Commitment to Chicago Award
- Joyce Sloan